# Chemograf
Chemograf – jeden ze środków dydaktycznych stosowanych w nauce chemii na wszystkich poziomach nauczania. Na chemografie przedstawiony jest zbiór powiązanych ze sobą reakcji chemicznych o wspólnych reagentach. Zwykle dla jednej z reakcji są podane wszystkie substraty lub produkty i rozwiązanie tego równania reakcji pozwala przejść do rozwiązania dalszych części chemografu.